# Mikloş Bodoczi
Mikloş Gabor Bodoczi (ur. 9 maja 1962 w Satu Mare) – rumuński szpadzista pochodzenia węgierskiego, srebrny medalista mistrzostw świata.
Podczas mistrzostw świata w Sofii w 1986 roku zdobył srebrny medal w rywalizacji indywidualnej. Był to pierwszy w historii medal dla Rumunii w tej konkurencji. Na podium rozdzielił Francuzów: Philippe'a Ribouda i Oliviera Lengleta. Był to jedyny medal wywalczony przez Bodocziego w zawodach tego cyklu.
Nigdy nie wziął udziału w igrzyskach olimpijskich.
W latach 1982 i 1989 zdobywał mistrzostwo Rumunii w szpadzie indywidualnej.
Po zakończeniu kariery został trenerem, pracując głównie w Niemczech. Jego syn, Nikolaus Bodoczi, reprezentował Niemcy w szermierce.